# Matteo Chiarelli
Matteo Rota Chiarelli (Pelotas, 10 de novembro de 1966) é um advogado, professor e político filiado ao DEM. É professor de direito constitucional na Universidade Federal de Pelotas e na Universidade Católica de Pelotas.
Filho do ex-senador e ex-ministro Carlos Chiarelli, Matteo iniciou jovem a sua carreira política. Entre 1984 e 1986 fez parte do Centro Acadêmico Ferreira Vianna da Faculdade de Direito da Universidade Federal de Pelotas, onde graduou-se. Matteo presidiu a Juventude Estadual PFL entre 1986 e 1988, partido qual havia filiado-se em 1985. Especializou-se em Diritto del lavoro e delle relazione industrialli pela Universita Degli Studi Sapienza (Itália), em 1991.
Em 2004 foi vice na chapa de Gilberto Cunha (PSDB) para a prefeitura de Pelotas, tendo obtido 26.161 votos e a terceira colocação no pleito. Em 2006, quando canditado a deputado federal pelo PFL (hoje DEM), obteve 36.849 votos, equivalente a 0,62% dos votos, sendo-lhe conferido o título de segundo-suplente da coligação.
Com o advento da licença do deputado titular Nelson Luiz Proença Fernandes (PSD) para exercer o cargo de secretário do Desenvolvimento e Assuntos Internacionais do Estado do Rio Grande do Sul, no dia 5 de fevereiro de 2007, o primeiro-suplente de sua coligação, Cláudio Castanheira Diaz assume como suplente em exercício, e com o fatídico falecimento do deputado federal Júlio Redecker no voo TAM 3054 (17 de julho de 2007), Diaz torna-se deputado titular, enquanto Chiarelli torna-se suplente em exercício do mandato de Proença Fernandes.
Apesar de curto, o mandato de Chiarelli foi considerado "surpreendente" pela imprensa local. Victor Schoder publicou, em 30 de abril de 2010, no jornal virtual Amigos de Pelotas: "Chamou a atenção, por outro lado, a breve atuação de Matteo Chiarelli, que em cerca de dois meses trouxe verbas significativas e comprou briga grande para a extinção da anacrônica “faixa de fronteira” que inviabiliza investimentos e empreendimentos".
Matteo tomou posse em 7 de agosto de 2007 e exerceu o cargo até que desentendimentos entre o DEM gaúcho e o PSDB da então governadora Yeda Crusius resultassem no rompimento das duas legendas e o retorno de Fernandes à câmara federal, e de Matteo à suplência.
Em 2008, Matteo Chiarelli foi candidato à prefeitura de Pelotas, com Fabrício Mattielo (PMDB) como vice. Conquistou 31.021 votos, equivalente a 16,06% dos votos válidos, que garantiram o terceiro lugar no pleito. O apoio de Matteo foi considerado o fator fundamental para a vitória de Adolfo Antônio Fetter Júnior (PP) no segundo turno das eleições.
Defendendo a lei da ficha limpa e a criação do Estatuto do Contribuinte, Matteo Chiarelli foi candidato à deputado federal em 2010 pela coligação DEM/PTB, obtendo 48.294 votos, equivalentes a 0,81% dos votos válidos, conquistando o posto de suplente. Desde 2007 Matteo é presidente municipal do DEM em Pelotas e, dado o constante crescimento de sua votação nas eleições que concorre e da forte participação na política municipal, é apontado pela imprensa como um dos favoritos na disputa à prefeitura municipal em 2012.